# Ozarba vicina
Ozarba vicina är en fjärilsart som beskrevs av William Schaus 1904. Ozarba vicina ingår i släktet Ozarba och familjen nattflyn. Inga underarter finns listade i Catalogue of Life.